# Philibert Jacques Melotte
Philibert Jacques Melotte (n. 29 ianuarie 1880, Camden Town – d. 30 martie 1961) a fost un astronom britanic, născut din părinți belgieni care emigraseră în timpul Războiului franco-prusac din 1870.
În 1908, el  a descoperit la Observatorul Regal Greenwich al optulea satelit al lui Jupiter, cunoscut astăzi sub numele de Pasiphae, dar care în epocă era cunoscut ca « Jupiter VIII », numele definitiv nefiindu-i atribuit decât în 1975.
Asteroidul 676 Melitta, singurul pe care l-a descoperit, nu-i poartă numele, ci este forma dialectală atică a limbii grecești vechi melissa, „albină”. Se pare totuși că asemănarea între acest nume și numele descoperitorului nu este întâmplătoare.
În 1915, a publicat un catalog de 245 roiuri de stele. Unele roiuri ale cerului înstelat, care nu figurează în cataloagele cele mai cunoscute ca Messier sau  NGC, sunt uneori desemnate prin numărul lor în catalogul lui Melotte, ca roiul deschis situat în constelația Părul Berenicei, denumit adesea Melotte 111.
Melotte este și codescoperitor al galaxiei Wolf-Lundmark-Melotte, abreviată WLM.
Melotte a primit medalia Jackson-Gwilt din partea Royal Astronomical Society în 1909.
| 676 Melitta | 16 ianuarie 1909 |